# Polybia velutina
Polybia velutina är en getingart som beskrevs av Adolpho Ducke 1907. Polybia velutina ingår i släktet Polybia och familjen getingar. Inga underarter finns listade i Catalogue of Life.